# Уралруда
Ура́лруда́ — производственное объединение (трест) в структуре Министерства чёрной металлургии CCCP по разработке рудных месторождений и нерудного сырья в Свердловской, Челябинской и Пермской областях РСФСР. Создано в 1932 (по другим данным — в 1939) году на базе треста «Востокруда».

## История
В разное время трест объединял Качканарский горно-обогатительный комбинат, Богословское, Первоуральское, Марсятское, Златоустовское, Тургоякское, Бакальское, Высокогорское рудоуправления, шахта «Рудная», шахта «Сарановская» и заводы по ремонту горного оборудования. Входящие в объединение предприятия имели разные уровни эффективности, рентабельность колебалась от 2,9 до 13,8 %. Качканарский ГОК, Бакальское и Первоуральское рудоуправления имели статус юридического лица, а остальные предприятия находились в статусе производственных единиц. Эти факторы усложняли общее управление объединением.
Годовые объёмы добычи на 20 карьерах и 7 шахтах предприятий треста составляли около 60 млн т железных, 240 тыс. т хромовых руд, 9,5 млн т флюсовых известняков, 1,2 млн т сырого доломита, 1000 тыс. т кварцитов, 250 тыс. т огнеупорной глины и 300 тыс. т дунитов. Также для нужд строительных организаций производилось 11,2 млн т щебня. В середине 1980-х годов предприятия треста в процентном соотношении добывали 70 % железной руды на Урале, 25 % агломерата и окатышей, 27 % известняка, 100 % доломита и 50 % кварцита.
Потребителями продукции треста являлись металлургические заводы Урала, Казахстана и Западной Сибири.
В 1957 году в связи с реорганизацией и созданием Свердловского совнархоза трест был ликвидирован, а в 1965 году создан вновь. В 1992 году трест прекратил существование и был преобразован в акционерное общество открытого типа.
Более 30 лет трест возглавлял управляющий (позднее — генеральный) директор — Горшколепов М. М..